# Lachapelle-sous-Chanéac
Lachapelle-sous-Chanéac é uma comuna francesa na região administrativa de Auvérnia-Ródano-Alpes, no departamento de Ardèche. Estende-se por uma área de 8,94 km². Em 2010 a comuna tinha 172 habitantes (densidade: 19,2 hab./km²).